# Noccaea minima
Noccaea minima är en korsblommig växtart som först beskrevs av Pietro Arduino, och fick sitt nu gällande namn av Friedrich Karl Meyer. Noccaea minima ingår i släktet backskärvfrön, och familjen korsblommiga växter. Inga underarter finns listade i Catalogue of Life.

## Bildgalleri

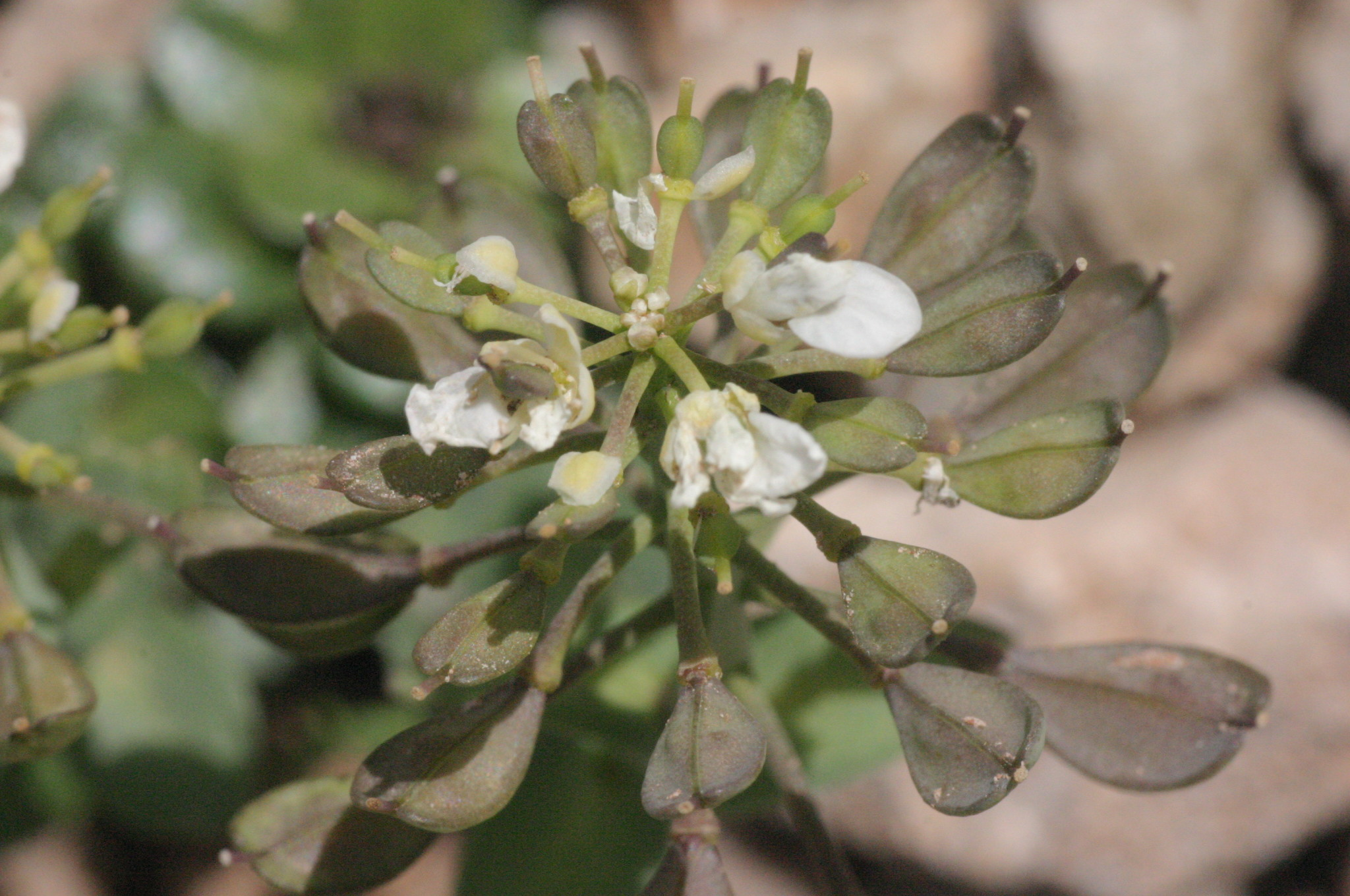
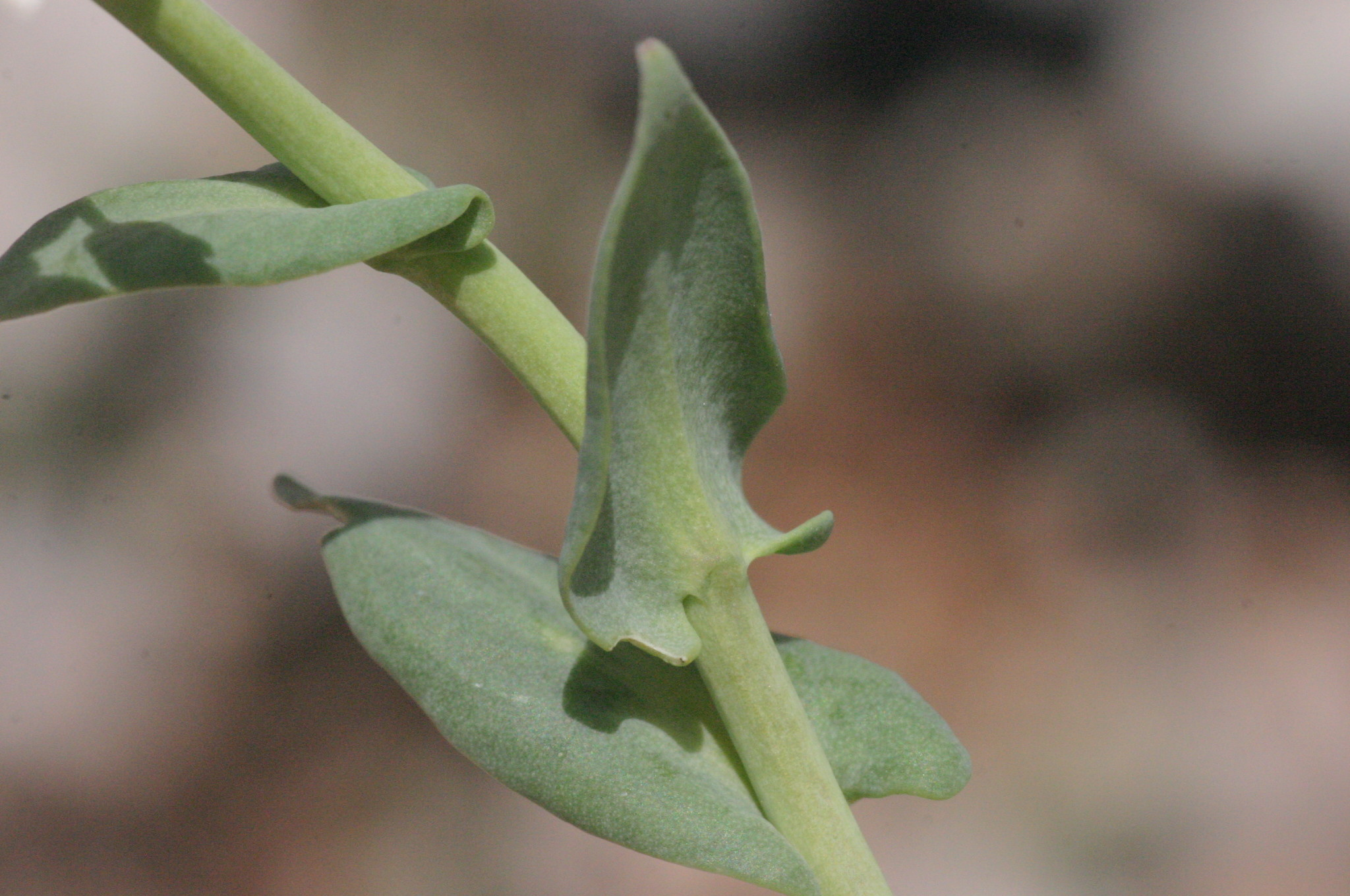
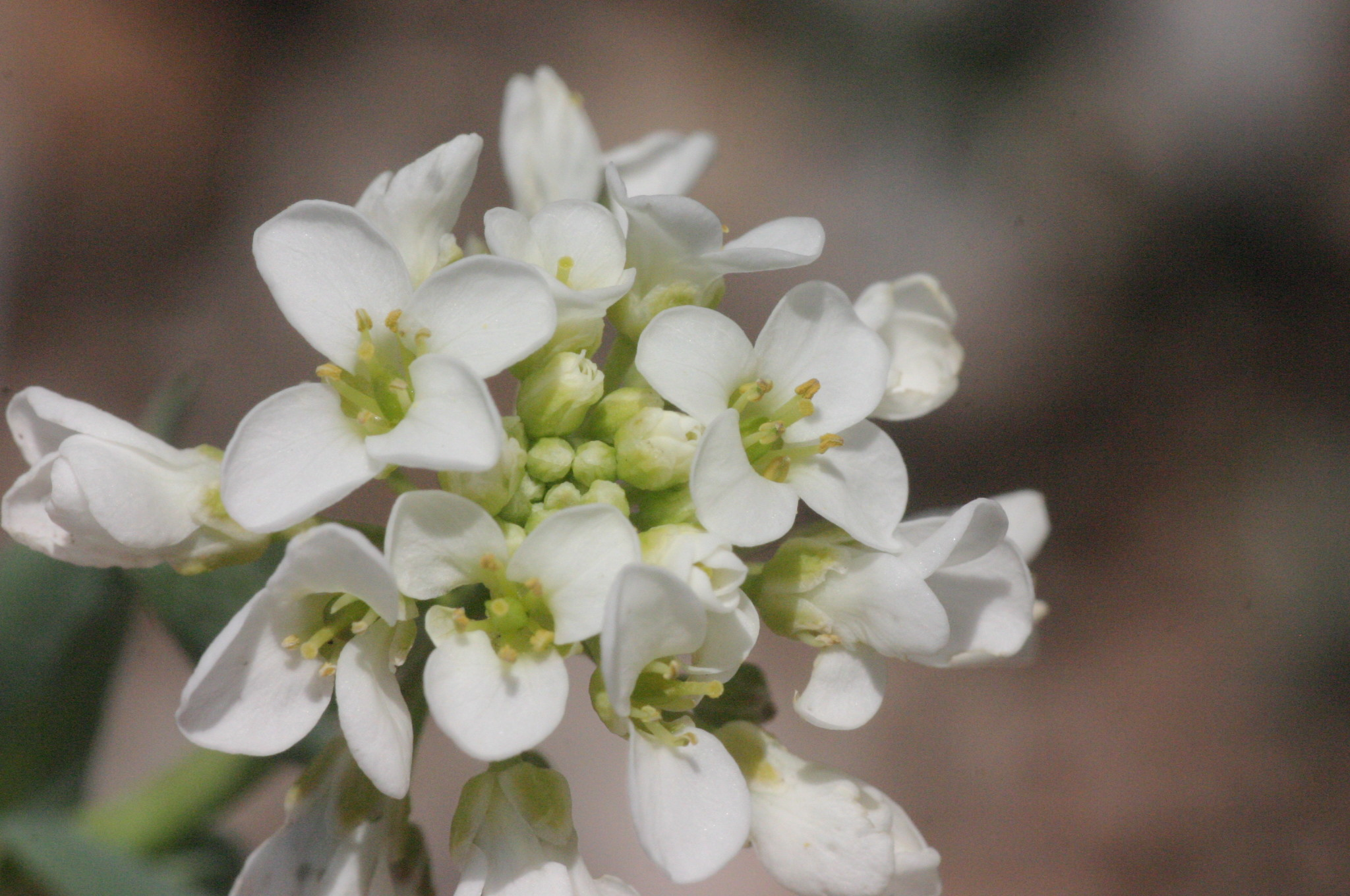
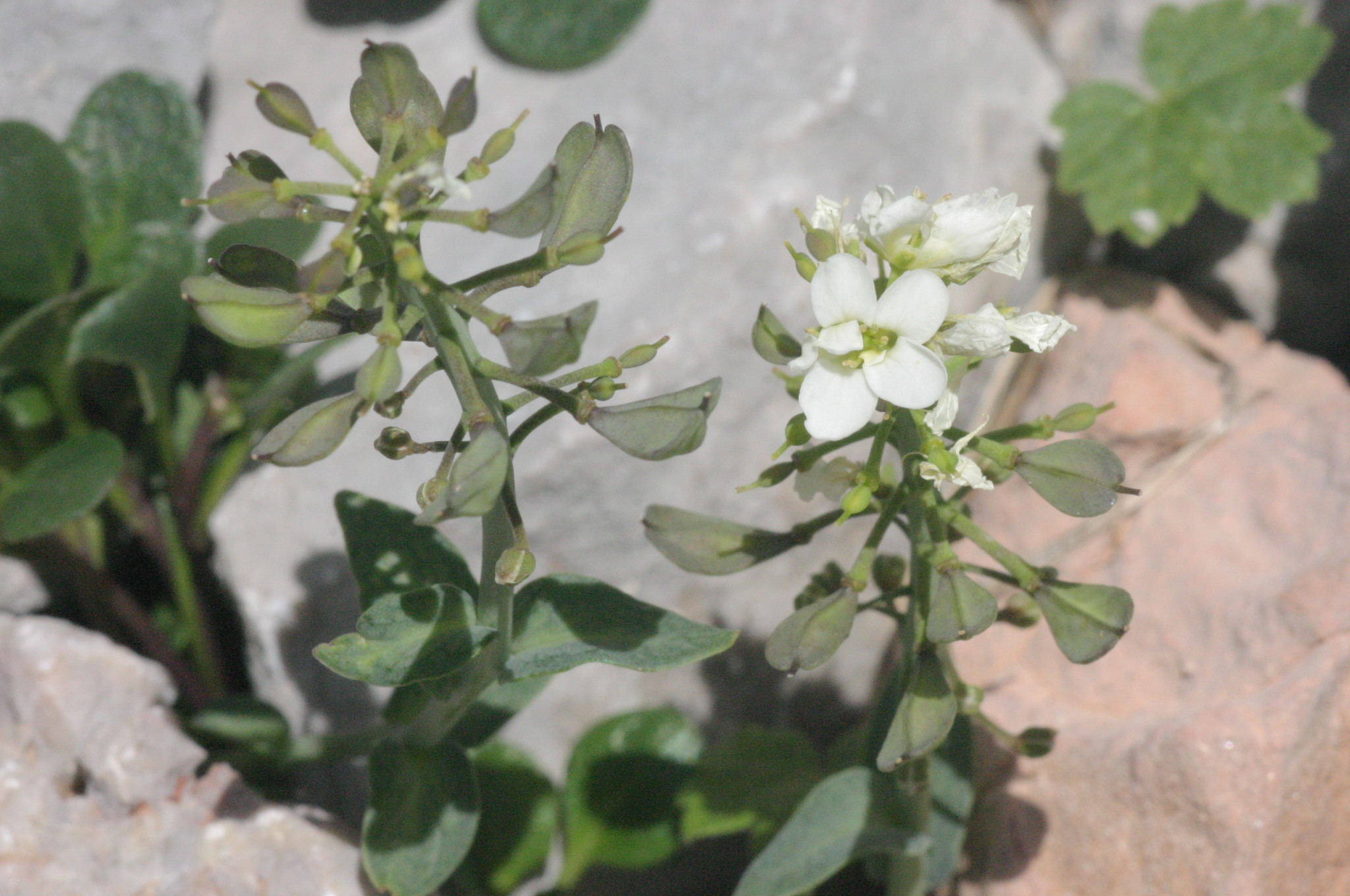
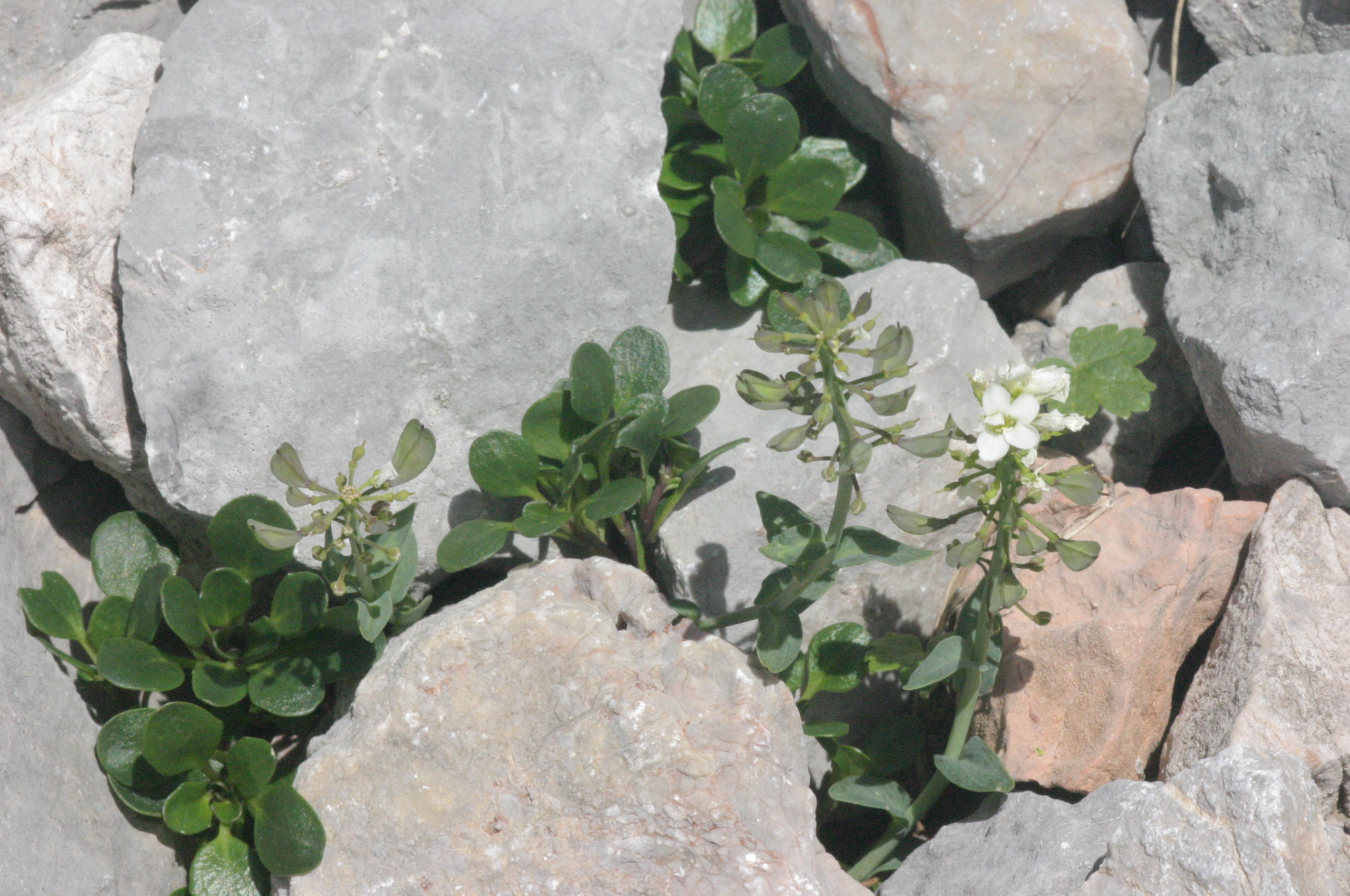
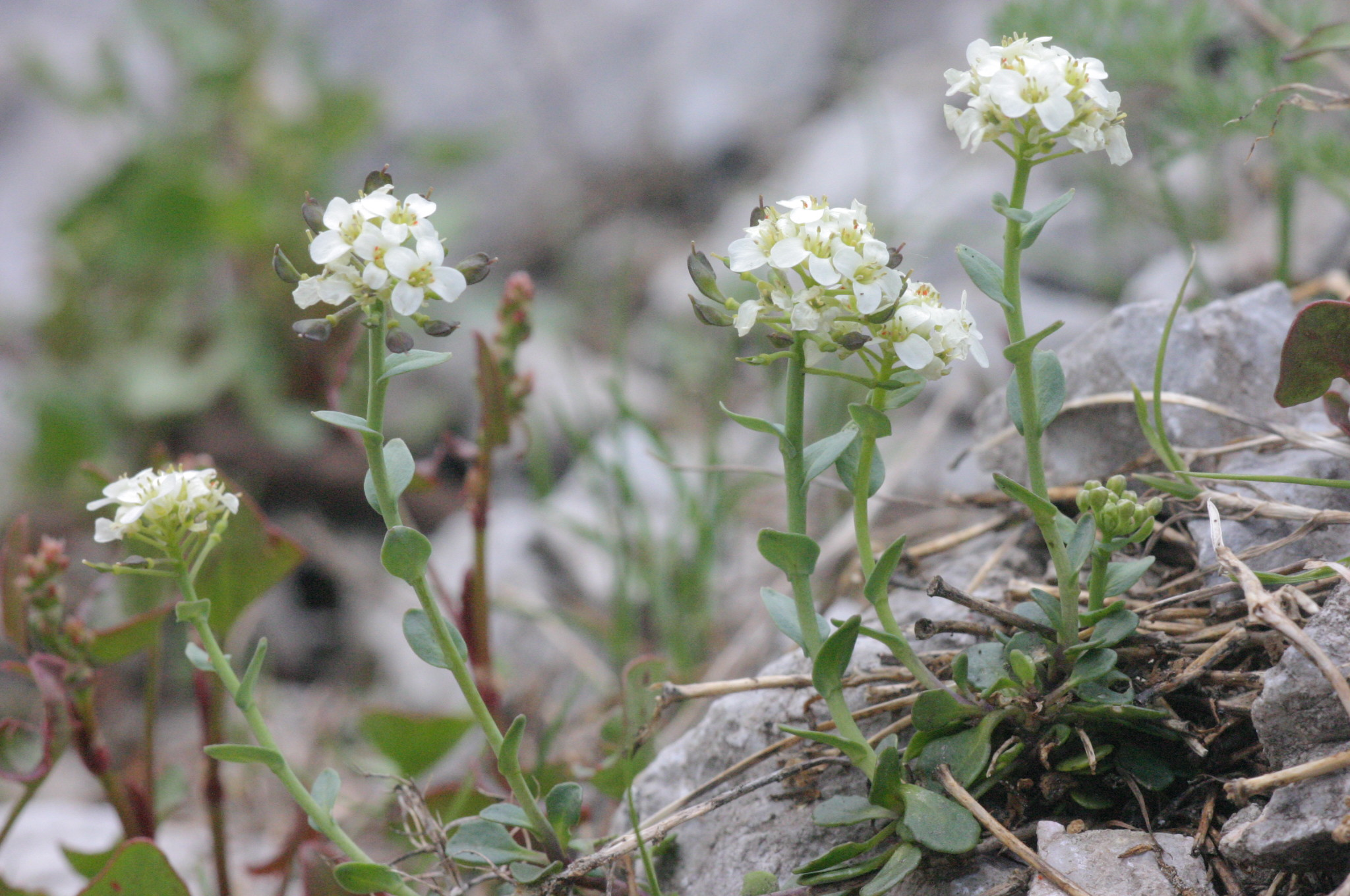